# Raimon Jordan
Raimon Jordan (fl. 1178–1195) est un troubadour de langue d'oc, vicomte de Saint-Antonin-Noble-Val en Rouergue aujourd'hui dans le Quercy,. De son œuvre sont aujourd'hui connus onze cansos, une tençon  et un sirventes.

## Biographie
Raimon Jordan est le fils de Guilhem Jordan, frère du vicomte de Saint-Antonin, Isarn III de Lautrec. Le vicomte Isarn III s'accorde avec ses frères Guilhem Jordan et Pierre sur le partage de la vicomté, en 1155. Il serait né en 1150.
Raimon Jordan est cité comme témoin dans un acte de donation de 1178. Un acte de 1198 pour la vente d'un pré aux habitants de Saint-Antonin par les vicomtes de Saint-Antonin qui le possédaient en paréage cite Isarn IV et son frère, Frotard, son fils Isarn V, ainsi que le fils de Raimon Jordan, Ademar Jordan. Raimon Jordan n'étant plus cité, il faut supposer qu'il était mort à cette date. Il vivait encore en 1195 car il est cité à cette date par le moine de Montaudon. Mais Nostradamus fixe la date de sa mort en 1206.
En 1185, le troubadour catalan Guilhem de Berguedan a suivi le roi d'Aragon Alphonse II en Rouergue où il rencontre le roi d'Angleterre Richard Cœur de Lion au château de Najac, le 14 avril 1185 car ils veulent s'emparer de Toulouse. Il écrit un poème à Raimon Jordan qu'il sait partisan du comte de Toulouse. Ils sont tous les deux amoureux d'Aélis (Élis ou Alix) de Turenne ou de Montfort, une des « trois dames de Turenne » citées par Bertran de Born, femme de Guillaume de Gourdon.
Raimon Jordan a combattu pour défendre les intérêts du comte de Toulouse. Il participe probablement avec son oncle Isarn à la prise de Penne. C'est à cette époque qu'il a rencontré la dame de Penne. Il est blessé plus tard, probablement dans les guerres en Limousin provoquées par la révolte des fils du roi d'Angleterre, Henri II, et a remplacé à cette époque la dame de Penne par Aélis de Turenne.